# Buzura
Buzura is een geslacht van vlinders van de familie spanners (Geometridae), uit de onderfamilie Ennominae.

## Soorten
- B. abruptaria Walker, 1938
- B. annulata Warren, 1897
- B. arenosa Warren, 1894
- B. asahinai Inoue, 1964
- B. bengaliaria Guenée, 1858
- B. bistonaria Walker, 1866
- B. contectaria Walker, 1862
- B. dargei Herbulot, 1973
- B. edwardsi Prout, 1938
- B. fessa Warren, 1896
- B. homoclera Prout, 1938
- B. insularis Warren, 1894
- B. jaculatrix Prout
- B. johannaria Oberthür, 1913
- B. leucocrossa Prout, 1928
- B. nephelistis Meyrick, 1897
- B. perclara Warren, 1899
- B. praeparva Prout, 1937
- B. prinodes West, 1929
- B. pteronyma Prout, 1938
- B. pura Warren, 1894
- B. pustulata Warren, 1896
- B. recursaria Walker, 1860
- B. semifusca Swinhoe, 1902
- B. strigaria Moore, 1879
- B. subocularia Mabille, 1893
- B. superans Butler, 1878
- B. suppressaria Guenée, 1858
- B. thibetaria Oberthür, 1886
- B. varianaria Swinhoe, 1889